# Aphelocoma ultramarina
Aphelocoma ultramarina е вид птица от семейство Вранови (Corvidae).

## Разпространение
Видът е разпространен в Мексико.